# Thalassodrilides bruneti
Thalassodrilides bruneti is een ringworm uit de familie van de Naididae. De wetenschappelijke naam van de soort is voor het eerst geldig gepubliceerd in 1990 door Erséus.